# ماریتا کاتوشوا
ماریتا کاتوشوا (روسی: Марита Викторовна Катушева؛ april ۱۹, ۱۹۳۸ – ۲۱ ژانویه ۱۹۹۲ (۵۳ ساله)) بازیکن والیبال اهل اتحاد جماهیر شوروی سوسیالیستی بود.